# 克里斯汀·迪奧 (品牌)
克里斯汀·迪奥（法語：Christian Dior），简称迪奥，是源自法国的國際奢侈品品牌，由法国时装设计师克里斯汀·迪奧於1946年創立，總部位於巴黎。主要经营時裝、配飾、香水、化妆品、童装等高档消费品。其男装品牌现已独立为迪奥男装。其亦為全球最大的奢侈品公司LVMH的最大股東，握有LVMH總共42.38%的普通股及59.3%的表決權。
Dior的工坊中有超過60位裁縫師在工作，包括解讀設計師的期望，了解想法和要求。而當中負責外套、長褲和大衣的線條和結構的有兩個工坊的套裝工坊及負責設計輕盈柔和作品的裙裝工坊手工最為突出。

## 大事紀
- 1905年，克里斯汀·迪奥出生于法国诺曼底，曾因家人的期望，从事于政治学习，后來因个人喜好转向美学，并结识了毕加索、马蒂斯、达利等画家。
- 1935年，开始为《费加罗报》作画，还曾以每张20法郎的价格在巴黎街头出卖自己的时装画。
- 1938年加盟罗伯特皮凯（Robert Piquet）公司，任助理设计师。
- 1942年与皮埃尔巴尔曼共事，此时他掌握了服装设计与结构等方面的技巧。
- 1946年Dior創立。
- 1947年2月12日 推出一系列作品：“新风貌”使他一举成名。接下来他的设计一发不可收拾：不对称裙子、垂直型服装、O型、A型、Y型、H型、郁金香型、箭型… 这一系列独具匠心的设计，让他使终走在时尚的最先端。他在巴黎时装界辛勤工作的10年裡，巴黎女装从整体到细节都发生了耳目一新的变化。
- 1947年，迪奥被授予美国的雷门马可斯奖（Neiman Marcus Award）。
- 1950年，法国又颁发给他“荣誉勋位团”勋章（Remise de la Legion d'honneur）。
- 1957年，迪奥在意大利因突發心臓病离世。
- 1989年，品牌由意大利设计师费雷主持设计，他將Dior传统较為夸张且浪漫的风格融入了新的严谨与典雅。
- 1997年，年轻的英国藉设计师約翰·加利亞諾被推上了迪奥的前台至今。进入九十年代后的迪奥品牌，其品类范围除高級服裝定製、高级成衣以外，还有香水、皮草、头巾、针织衫、内衣、化妆品、珠宝及鞋等。

迪奥品牌一直是华丽女装的代名词。大V领的卡马莱晚礼裙，多层次兼可自由搭配的皮草等，均出自于天才设计大师迪奥之手，其优雅的窄长裙，从来都能使穿着者步履自如，体现了幽雅与实用的完美结合。迪奥品牌的革命性还体现在致力于时尚的可理解性；选用高档的上乘面料如绸缎、传统大衣呢、精纺羊毛、塔夫绸、华丽的刺绣品等。而作工更是以精美细緻见长。
1957年后，迪奥仍是华丽优雅的代名词。第二代设计师圣洛朗在1959年将迪奥推向了莫斯科，并推出迪奥的新系列“苗条系列”。第三代继承人马克·博昂，首创迪奥小姐系列，延续了迪奥品牌的精神风格，并将其发扬光大。
迪奥不但使巴黎在第二次世界大战后恢复了时尚中心的地位，还一手栽培了两位知名的设计大师：皮尔·卡丹，伊夫·圣洛朗(YSL)。
2011年秋冬約翰·加利亞諾被開除，2012年秋冬高定系列改由拉夫·西蒙擔任品牌首席設計師。
2017年4月25日貝爾納·阿爾諾家族斥資121億歐元（約131.6億美元）收購克里斯汀·迪奧 (品牌)餘下的25.9%股權，按收購要約，LVMH將向Dior股東提出每股Dior支付172歐元現金、0.192股愛馬仕收購；次級收購方案包括以全現金形式、每股Dior支付260歐元；或以每股0.566 愛馬仕換1股Dior股份。

## 品牌識別
Dior服裝與其他品牌做法不同，鮮少將Dior等明顯標誌放在衣服身上。
- 蜜蜂：可看見刺繡蜜蜂圖案放在較為樸素的服飾。
- CD：這縮寫常出現在Dior的配件上，如眼鏡鏡架側面、扣環、皮帶、皮夾。
- Lucky Charm：以D.I.O.R.四個字母串成鑰匙圈掛在包包上，是「Lady Dior」包款最明顯的標誌，後來也幾乎成為Dior另一個明顯記號。
- 籐格紋：Dior專用之籐格紋，較少出現在服裝上，多在Dior皮件上可明顯見到。
- 玫瑰花，鈴蘭，及花卉：不論是直接的花卉或是藝術般的隱喻呈現，玫瑰，鬱金香，等花卉常出現DIOR高級訂製服或是時裝上。

## 歷任創意總監
- 克里斯汀·迪奧：1946–1957年
- 伊夫·聖羅蘭：1957–1960年
- 馬克·博昂（英语：Marc Bohan）：1960–1989年
- 奇安弗蘭科·費雷（英语：Gianfranco Ferré）：1989–1997年
- 約翰·加利亞諾：1997–2011年
- 比爾·蓋登（Bill Gaytten）：2011–2012年
- 拉夫·西蒙斯（英语：Raf Simons）：2012–2015年
- 瑪莉亞·嘉西亞·基烏里（英语：Maria Grazia Chiuri）：2016年–現今

2016年
- 瑪莉亞·嘉西亞·基烏里（英语：Maria Grazia Chiuri）：2016年–現今

## 争议

### 文化挪用争议
2022年4月，迪奥在韩国首尔推出的一款半身裙，Dior的艺术总监Maria Grazia Chiuri表示，该系列的灵感来自校服，旨在向Dio的妹妹Catherine Dior（MissDior）致敬。在相隔3个月后，该服饰引起了中国大陆汉服爱好者群体的注意，并批评疑似抄袭汉服中的马面裙。在有关争议下，迪奥停止该产品在中国大陆的销售和关闭其微博的评论，不过在香港和台湾地区则继续出售。法国媒体观察称，引发争议主要原因集中在没有提及其起源的品牌言论，并不向中国传统致敬是批评者的主要论点。
7月23日，约有50名中国留学生在巴黎香榭大道上的迪奥（Dior）旗舰店旁抗议。抗议群体在活动中高喊“迪奥，停止文化挪用”的口号，并号召其它中国留学生在美国英国等地接力示威，获得中国共青团的支持。同时，抗议现场也来了10多名民运人士，手举“裙子大于人权”等标语，引起双方人士发生冲突。中国媒体在最初报导时，没有提及民运人士也有参与反示威，而只关注迪奥抄袭指控的声音。事后，中国网络上也谣传民运人士是由台湾人组成。
多名营销与品牌的专家们评论，对于文化挪用争论是相当复杂的，因为在21世纪，几乎每一个创作都有意或无意地继承来自世界各地的灵感，它是基于某些事物显然属于某种文化的信念，并从中汲取灵感，无论是直接还是间接类。设计师就是艺术家，而艺术家就是从最广泛的文化来源中自由地汲取灵感，如果必须将来源与文化完全分开，几乎是一项非常复杂和不可能完成的任务。市场营销专家认为，Dior引起争议的主要问题在于其公关团队在相关问题上保持沉默，同时基于对中国网民具有文化意识和敏感度的不了解。

### 尹錫悅夫人金建希收受手袋案
2023年11月，南韓網媒「首爾之聲」報道稱，金建希于2022年9月13日從譯音「崔在永」的牧師中收受價值相當於300萬韓元的迪奧名牌手袋，並發布了有關影片，公開金建希與記者談話的錄音，引發黨內外爭議和親信干政風波。金建希随即起诉网媒“首尔之声”在未经其同意下錄製私人之间的通话。法院一审判决，要求首尔之声向金建希赔偿1000万韩元。尹錫悅稱該事件為反對黨的政治策略，一直拒絕為事件道歉，並表示沒有違法以阻止調查，其後其所屬政黨於4月的國會選舉大敗，才於2024年5月道歉，其時已經相隔一年。2024年8月21日，检方認定金建希涉嫌收受名牌包一案无犯罪嫌疑。9月6日，韩国大检察厅调查审议委员会召開会议，認為可以不用對金建希提起公诉。

### 剝削勞工爭議
義大利憲警2024年3月開始，針對精品業展開大規模蒐證，調查發現，Dior義大利廠商將製造程序「外包」，讓中國承包商以壓迫勞工方式追求低價生產，再將1個成本僅56歐元（約新台幣1950元）的Dior皮包，以2600歐元（約新台幣9萬元）零售價販售。國際精品外包中國製造，再爆剝削勞工醜聞。精品迪奧（Dior）製造商遭義大利憲警調查發現，使用中國非法勞工且未給予合理待遇，義大利米蘭法院已將Dior製造商判處「司法託管」，將強制介入管理改善。

## 外部連結
- Dior法國官方網站（页面存档备份，存于）（法文）
- Dior美國官方網站（页面存档备份，存于）（英文）
- Dior台灣官方網站（页面存档备份，存于）（中文）
- 克里斯汀·迪奧的Facebook專頁（英文）
- 克里斯汀·迪奧的Instagram帳戶（英文）
- 克里斯汀·迪奧的X（前Twitter）（英文）
- 克里斯汀·迪奧的新浪微博

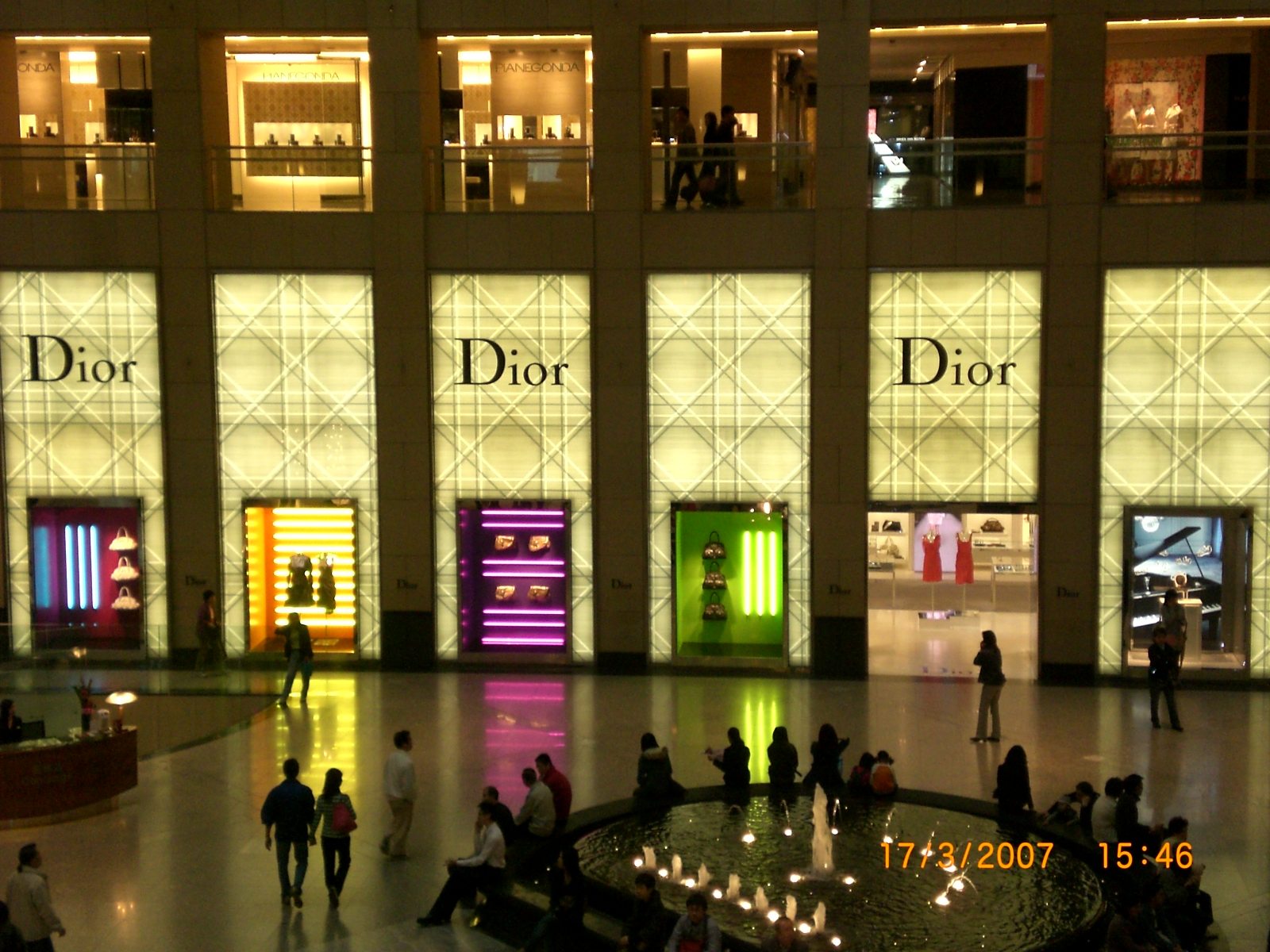
位於中環的香港置地廣場分店

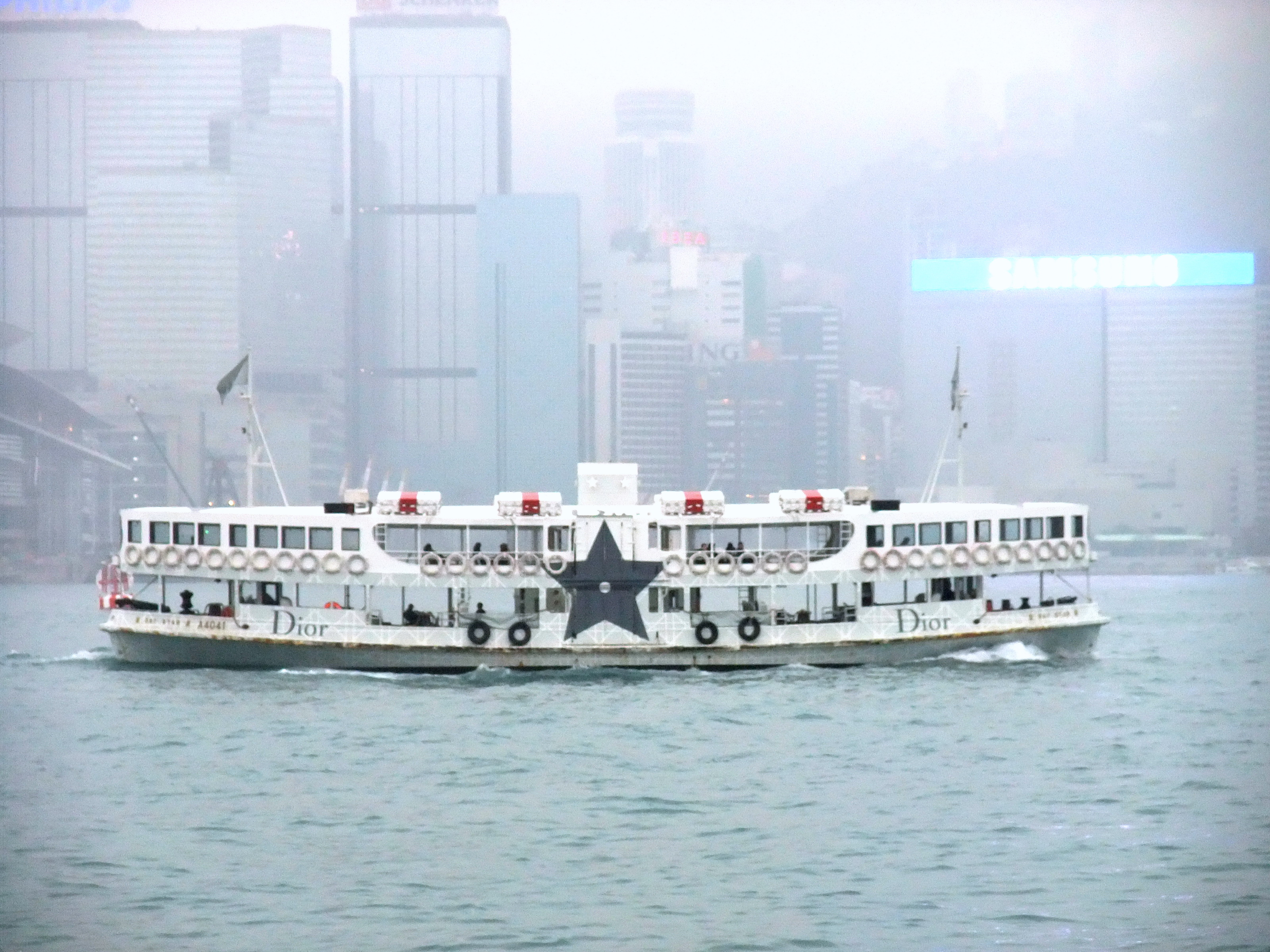
香港Dior旗艦店重開的廣告活動包括把一艘天星小輪粉飾為Dior Star Ferry，船身上有Mr. Dior的幸運星圖案及灰白色cannage籐格圖案的品牌細節。

- Christian Dior的YouTube頻道（页面存档备份，存于）